# Сот, Алек
Алек Сот (Alec Soth, 1969, Миннеаполис, Миннесота) — современный американский фотограф. Его кинематографические фотографии содержат элементы фольклора, намекающие на историю, скрывающуюся за образом.
Фотография Алека Сота уходит корнями в традиции Роберта Франка, Уильяма Эглстона и Уолкера Эванса. Сот, заядлый путешественник, потратил пять лет, спускаясь вниз по реке Миссисипи и документируя места и людей, которых он видел, своей камерой 8x10. Результат работы, «Sleeping by the Mississippi», получил известность и отзывы критиков благодаря выставкам в Музее Уитни и во время Биеннале Сан-Пауло (2004), а также публикации одноимённой монографии, «Sleeping by the Mississippi», издательством Steidl Press.
Фотографии Сота резонируют парадоксальным выражением красоты и нищеты, индивидуальности и коллективного сознания. Сот отражает конкретную личность каждого из своих героев, тонко разоблачая социологию, которая объединяет их. Его символизм намекает на вопросы национальной истории и идентичности, политические и экономические предпосылки, которые формируют реалии.
Алек Сот был награждён в 2003 Призом Санта Фе за фотографию. Его работы находится в крупных публичных и частных коллекциях, включая Музей современного искусства в Сан-Франциско, Музей изобразительных искусств в Хьюстоне, Walker Art Center. Фотографии Алека Сота демонстрировались на многочисленных персональных и групповых выставках, включая Биеннале Уитни в 2004.
Его первая книга, «Sleeping by the Mississippi», была опубликована в 2004. Вторая, «Niagara», — в 2006. Сот снимал для «New York Times Magazine», «Fortune» и «Newsweek».

## Проекты
- The Last Days of W
- Fashion Magazine
- NIAGARA
- Portraits
- Sleeping by the Mississippi
- Dog Days, Bogotá
- I Know How Furiously Your Heart Is Beating

## Избранные персональные выставки
- 2012 Мультимедиа Арт Музей, Москва, «Алек Сот: Безжалостная красавица»[5]
- 2009 Gagosian Gallery, Нью-Йорк
- 2008 Haunch of Venison, Цюрих
- 2008 Fotomuseum Winterthur, Винтертур, Швейцария
- 2008 Stephen Daiter Gallery, Чикаго
- 2008 BBK, Бильбао
- 2008 Minneapolis Institute of Arts, Миннеаполис
- 2008 Jeu de Paume, Париж
- 2007 Weinstein Gallery, Миннеаполис
- 2007 Power House, Мемфис
- 2007 Host Gallery, Лондон
- 2006 California Museum of Photography, Риверсайд
- 2006 Weinstein Gallery, Миннеаполис
- 2006 Wohnmaschine, Берлин
- 2006 Галерея Гагосяна, Нью-Йорк
- 2006 Des Moines Art Center, Де-Мойн
- 2005 Minneapolis Institute of Arts, Миннеаполис
- 2004 Open Eye, Ливерпуль
- 2004 Wohnmaschine, Берлин
- 2004 Weinstein Gallery, Миннеаполис
- 2004 Stephen Wirtz Gallery, Сан-Франциско
- 2004 Yossi Milo Gallery, Нью-Йорк
- 2003 Museum of Contemporary Photography, Чикаго
- 2003 Weitman Gallery of Photography, Вашингтон